# Madone des Grâces entre les saints Antoine l'Abbé et Antoine de Padoue
Madone des Grâces entre les saints Antoine l'Abbé et Antoine de Padoue  (en italien : Madonna delle Grazie tra San Antonio Abate e San Antonio da Padova) est une fresque, une peinture religieuse du Pérugin, datant de 1522, conservée au monastère des clarisses Sant’Agnese de Pérouse.

## Histoire
L'œuvre qui se situe dans une chapelle du monastère Sainte Agnès de Pérouse a été réalisée en 1522, un an avant la mort de l'artiste sur commande des deux soœrs du couvent Eufrasia et Teodora.

## Thème
L'œuvre reprend la représentation récurrente dans la peinture chrétienne représentant la Vierge Marie.

## Description
La Vierge porte une fine auréole, surmontée symétriquement de deux anges volants eux aussi auréolés, tenant (à l'origine) de leur main gauche une couronne au-dessus de la tête de la Vierge et un rameau dans leurs main droite. Agenouillées à ses pieds se trouvent les deux sœurs qui ont commandé la fresque Eufrasia et Teodora.
De chaque côté du panneau central se trouvent Saints Antoine l'Abbé et Antoine de Padoue. 
L’arrière–plan est composé de collines rondes et douces parsemée de frêles arbrisseaux se perdant au loin dans un ciel clair, dans la tradition du maître.

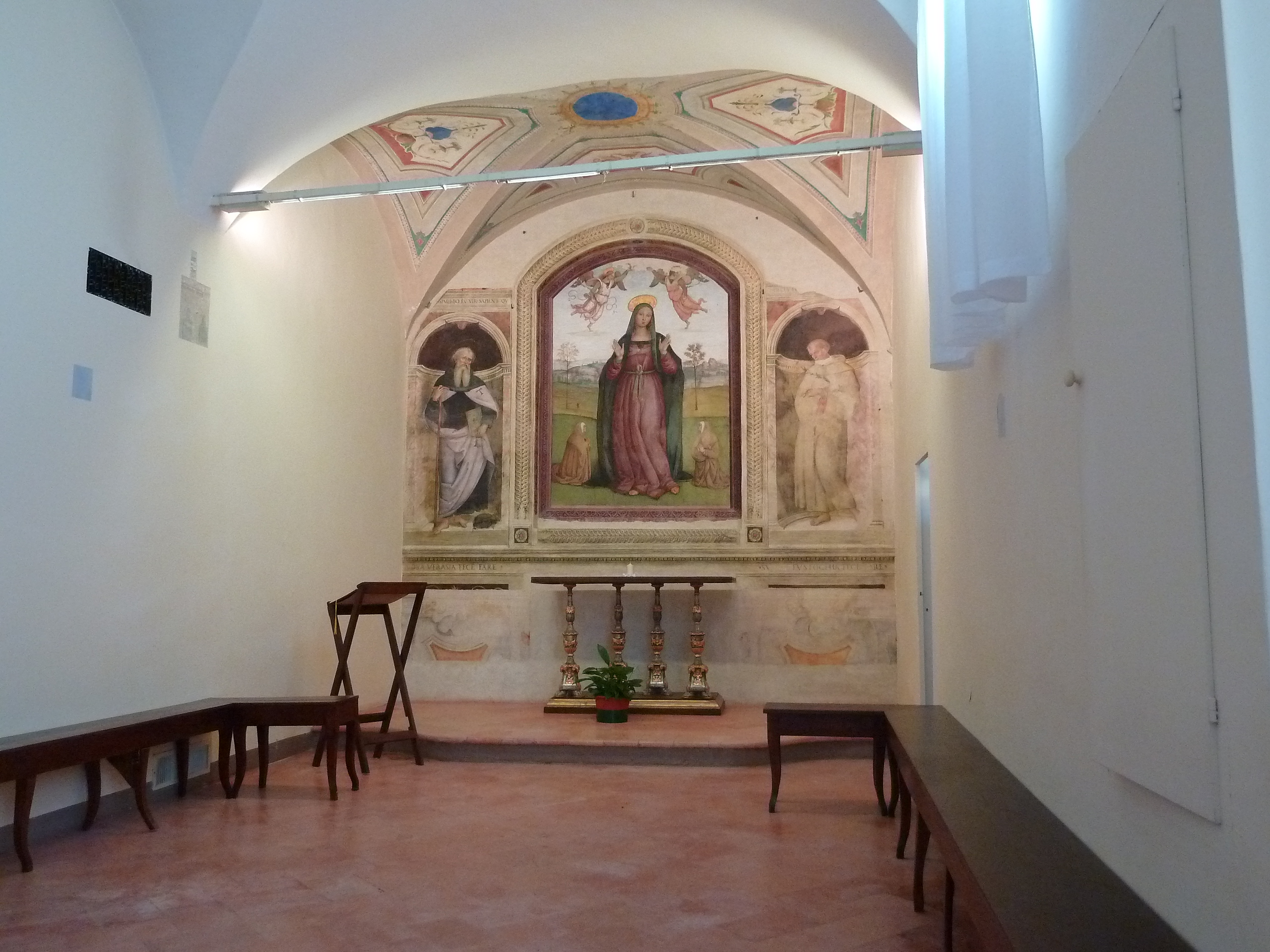
Vue globale de la chapelle
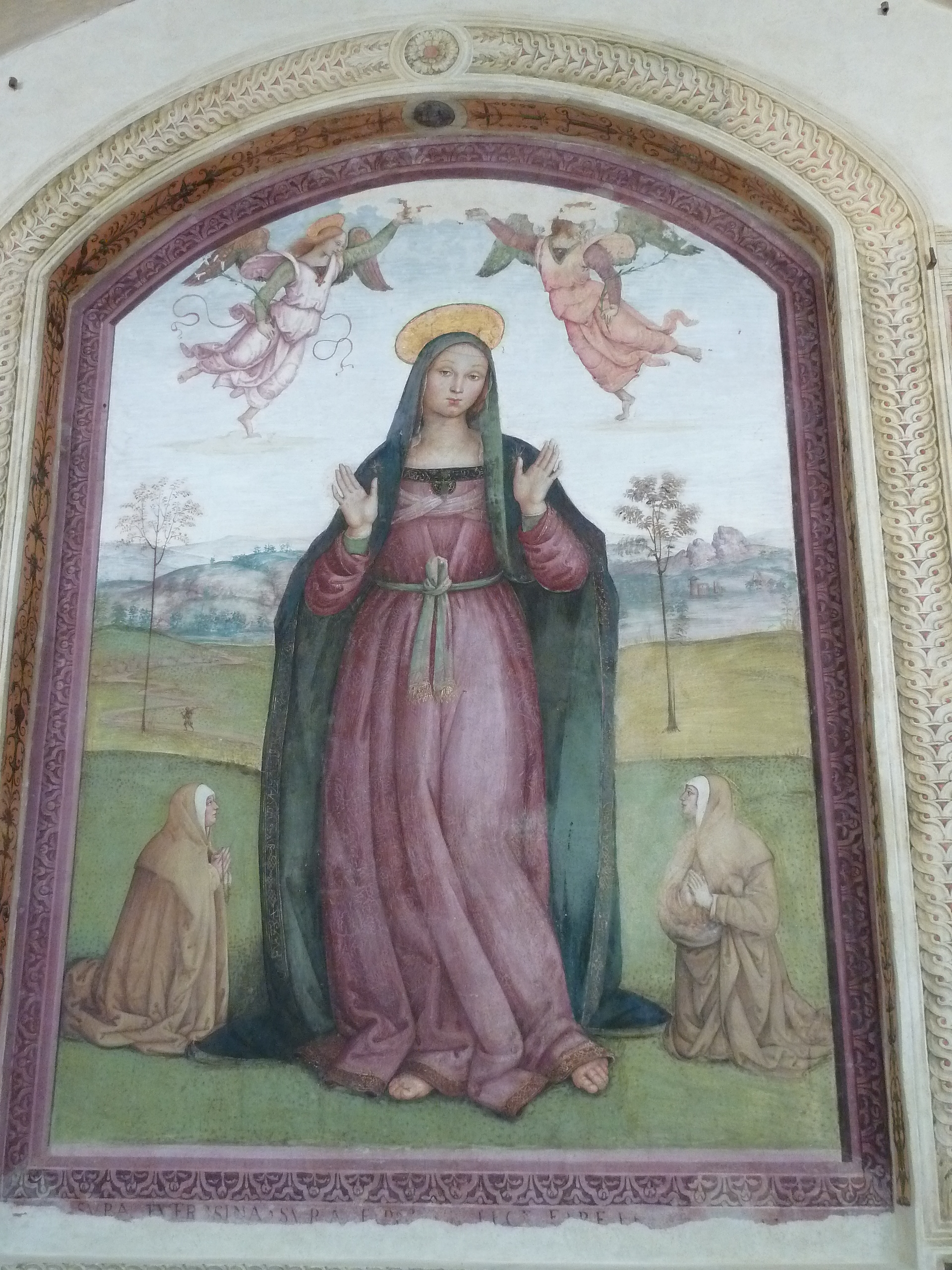
Panneau central
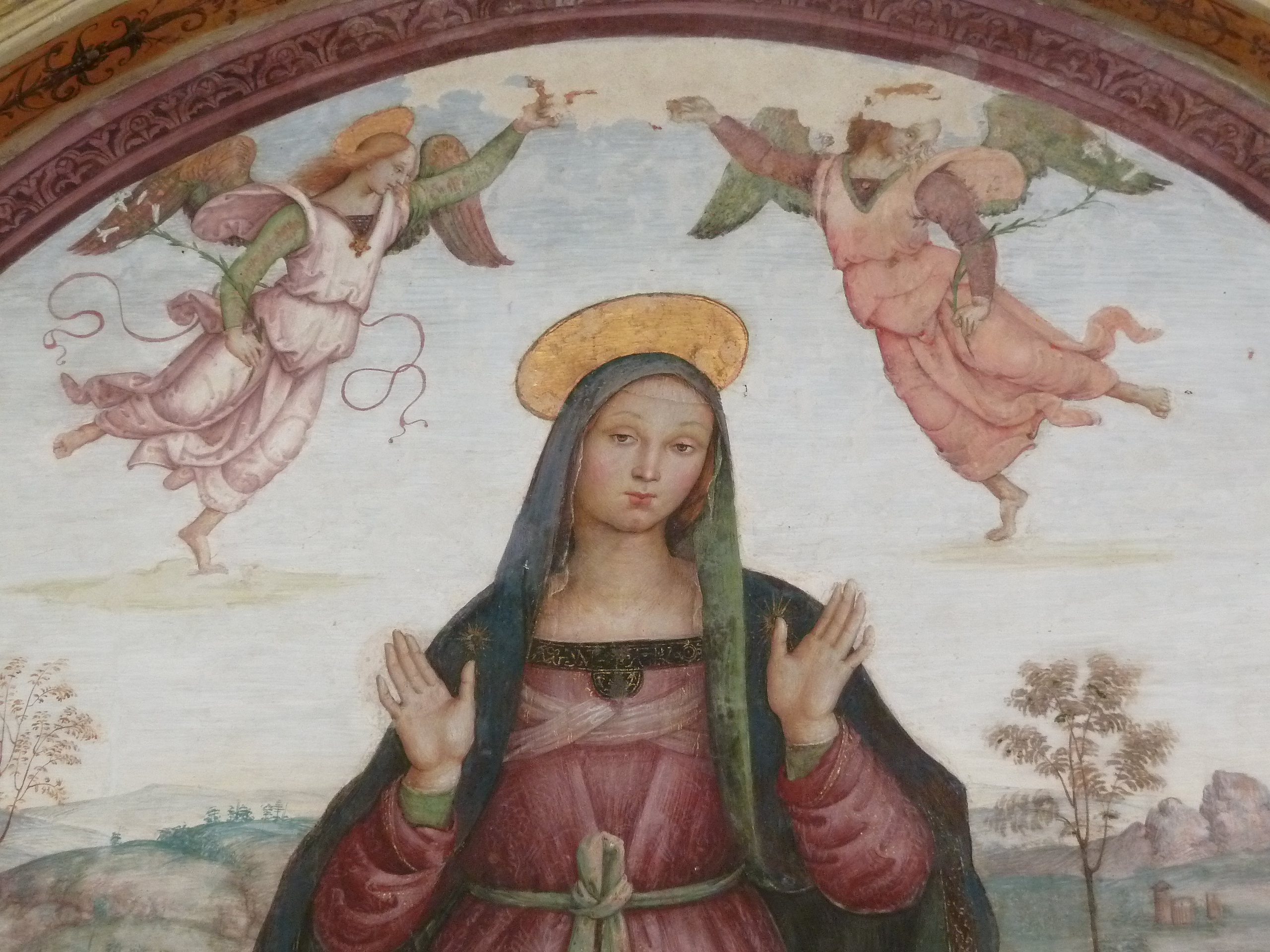
Détail

## Analyse
Marie porte se traditionnelles couleurs rouge et bleu : le rouge représente la Passion du Christ et le bleu azur l'Église.
La scène est inscrite selon un schéma calme et plaisant avec des correspondances rythmiques confortées par les inclinaisons des têtes.
Les visages sont restés intacts et expriment encore la douceur, la délicatesse ainsi que le regard pensif perdu dans le vide qui est une des principales caractéristiques du style du maître.

## Sources
- Voir liens externes